# Gipsskiva

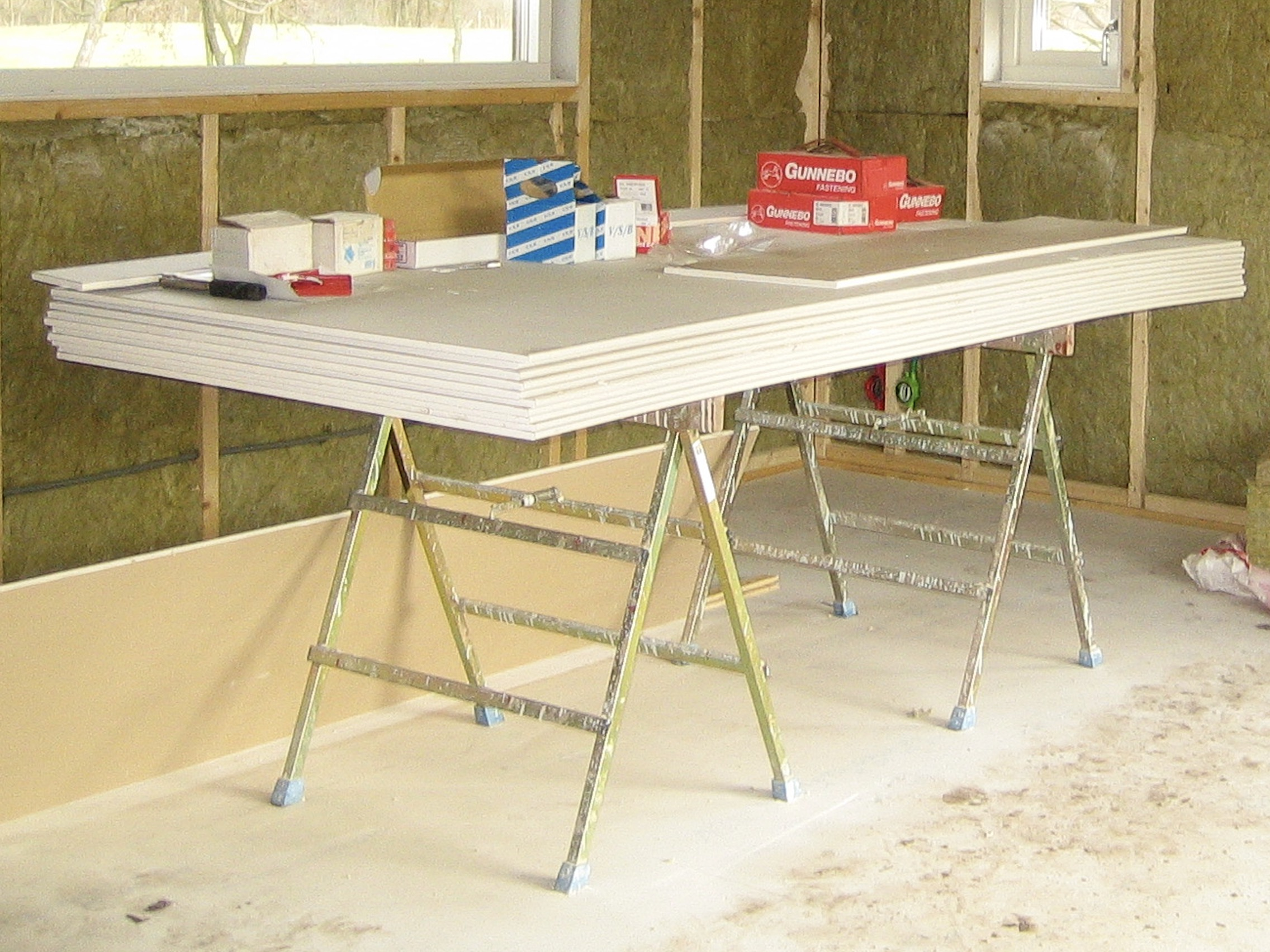
Gipsskivor.

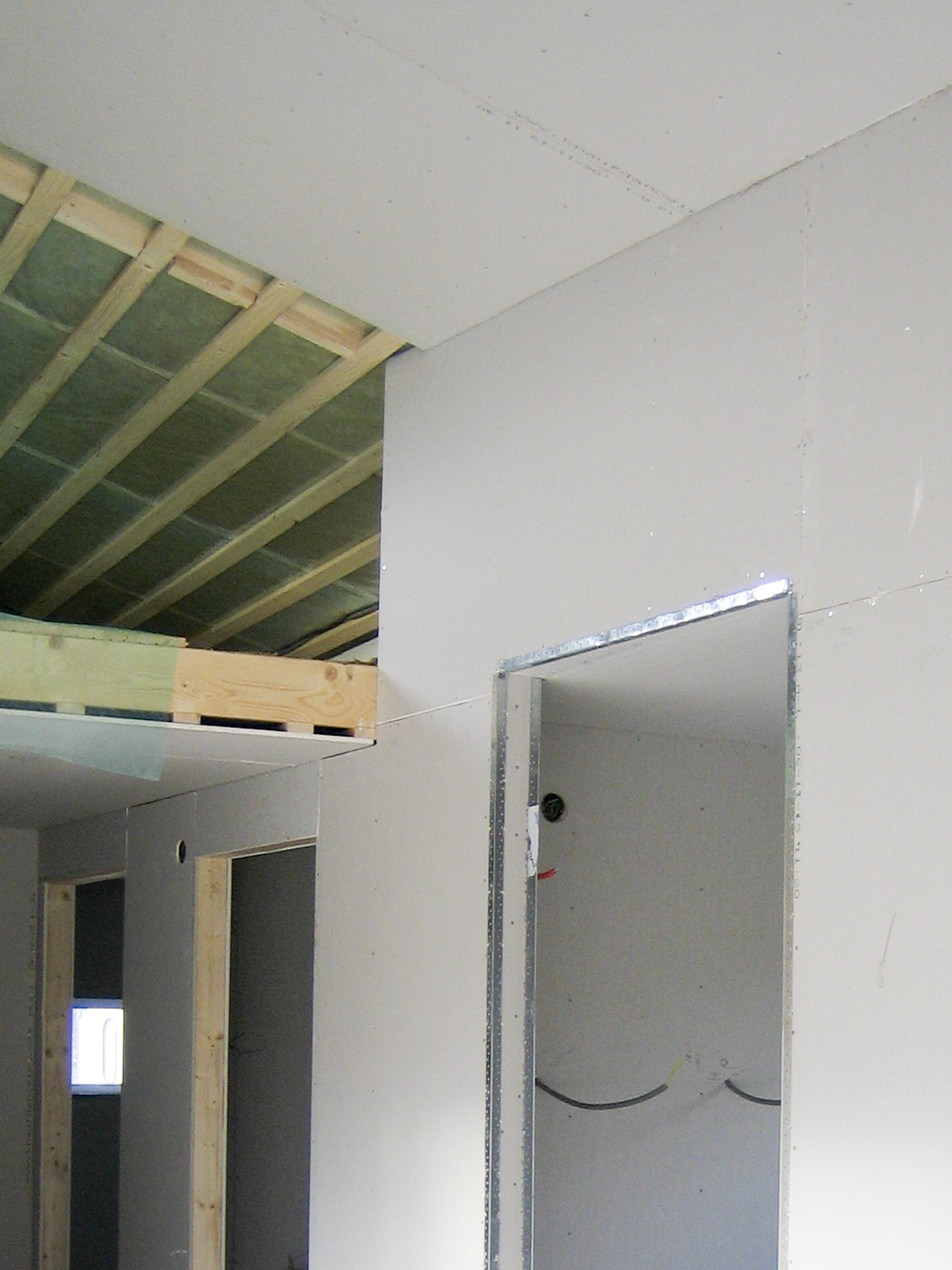
Väggar och tak beklädda med gipsskivor.

Gipsskiva är en skiva av gips som har en yttre beläggning av papp på båda sidor. Gipsskivan används ofta i byggnadsproduktionen för beklädnad av väggar samt för beklädnad av innertak och golv. 
Den traditionella svenska gipsskivan har en bredd av 1200 mm och monteras vanligen på trä- eller plåtregel med 600 eller 400 mm centrumavstånd beroende på konstruktion. Det finns även 900 mm breda skivor som är framtagna på grund av belastningsskador i byggindustrin, dessa monteras med 450 mm centrumavstånd. Skivor till innertak finns även med bredd 600 resp 300 mm.

## Användning
Gipsskivan har brand- och ljudhämmande egenskaper och har normalt en tjocklek på 13 mm eller 9 mm för renovering av befintliga skivmaterial. Gipsskivan monteras i ett eller flera lager beroende på brand- och ljudhämmande krav. 
Gipsskivor med färdig ytbehandling för innertak finns med bredderna 600 och 300 mm.

## Montering
Gipsskivan kan bearbetas med såg eller i vissa fall med kniv. Den skurna kanten fasas med en surformhyvel. Förr fästes gipsskivan med spik, idag monteras skivor med gipsskruv. Skruvarna ska ej dras djupare än strax under ytan, ej helt genom gipsskivans pappskikt. En skruv dragen genom pappen har förlorat sin verkan. 
Det finns skruvmaskiner med djupinställning för bandad skruv. Vid skruvning med en enkel skruvdragare håller montören fram skruv med handen. Maskiner med momentbegränsare minskar problemet med genomskruvning av pappen. På grund av belastningsskador bland snickare anser Arbetsmiljöverket nu att gipsskivor över 900 mm bredd ska undvikas där så är möjligt, regel eller läktavståndet måste anpassas efter skivans bredd. 

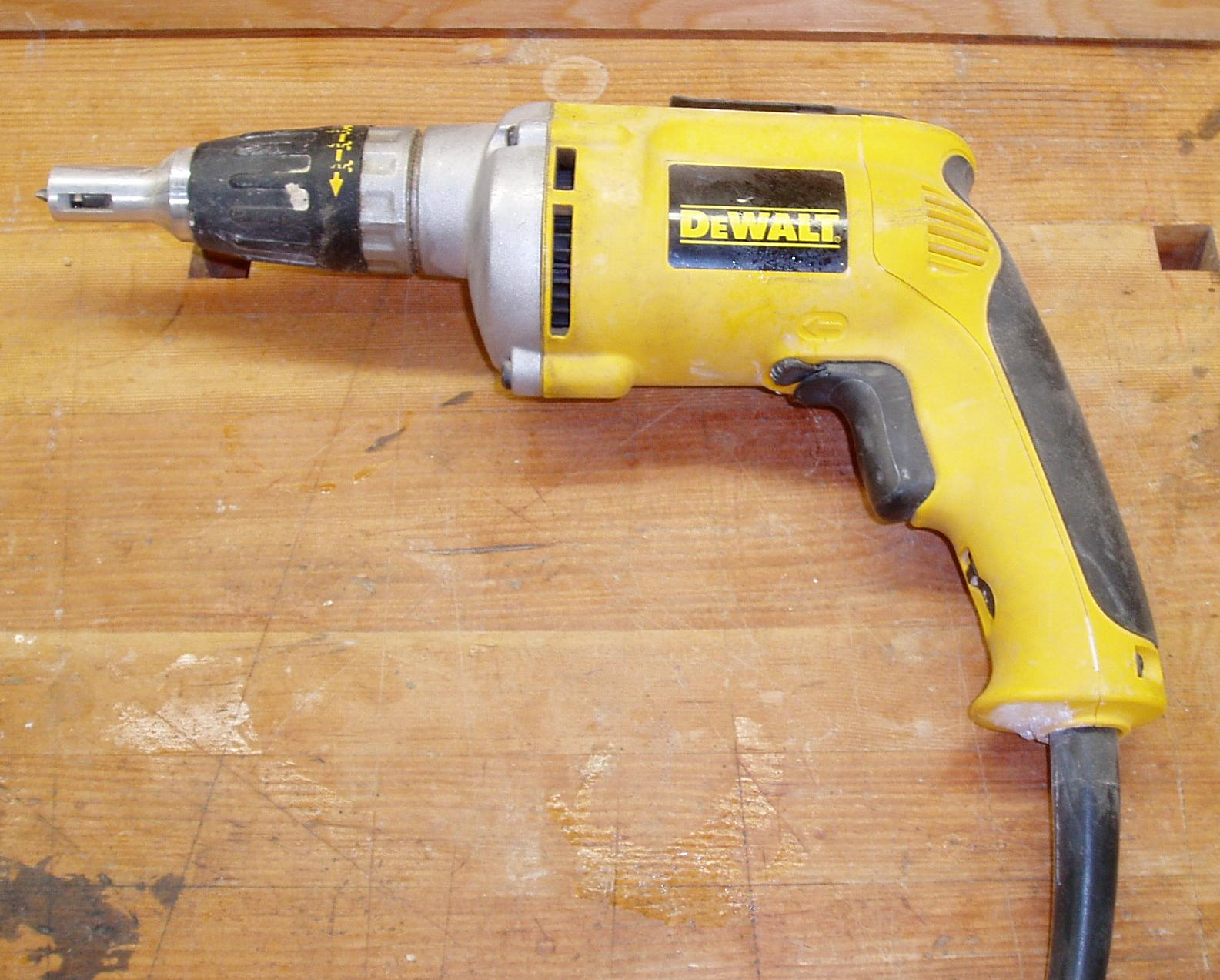
En enkel skruvdragare med djupinställning

På skivor som levererats utan ytbehandling fogas skarvar och hörn med remsor av papper eller glasfiber. Svensk byggnorm föreskriver skarvremsa av papper, då denna till skillnad från glasfiberremsan kan ta upp skjuvpåkänningar. Problem med att få pappremsan att fästa ordentligt utan att släppa gör att många gör-det-själv byggare trots allt får ett bättre resultat med glasfiberremsan. 
Fogen spacklas sedan med lämpligt spackel. Det finns vinkelprofiler av plast eller metall för förstärkning av yttre hörn.

## Fukt
Gipsskivan har normalt ett dåligt skydd mot fukt, om den inte har ett skyddande ytskikt och bör ej användas utomhus. Orsaken är risk för mögelbildning vid fuktskador. En ny typ av gipsskiva med glasfiberförstärkt yta är att föredra till utrymmen där det kan uppstå problem med fukt. Damm från glasfibern har visat sig ge problem på bygget, till exempel näsblod och klåda. Nu kräver tillverkare att heltäckande skyddskläder används vid montage. Detta löser dock bara snickarnas besvär men inte problemen för andra yrkesgrupper som gör håltagningar. Det finns dock fibercementskivor som använts under lång tid utan arbetskyddsproblem eller mögelbildning på grund av fuktskador.[källa behövs]

## Värme och buller
Gipsskivan ger bara marginell värmeisolering och ljudisolering. Detta beror dels på att den är tunn och dels på att gipset är kompakt och inte innesluter särskilt mycket luft. Väggar med regelavstånd c/c 600 mm isoleras med skivor som har 565 mm bredd, vilka kläms ihop ca 1 cm mellan de 45 mm tjocka träreglarna. Vid den allt populärare konstruktionen stålregel med c/c 400 mm används skivor med 410 mm bredd. Detta format är tyvärr ännu ovanligt på byggvarumarknader, vilket innebär att gör-det-självare och småföretagare ofta tvingas skära till passande isolering. För stålregelväggar med c/c 450 mm är det ännu svårare att finna isolerskivor med passande bredd; 460 mm. Detta är anmärkningsvärt, då etablerade tillverkare av gipsskivor rekommenderar denna regelkonstruktion även till väggar som ska isoleras.[källa behövs]

## Användningsändamål
- Golvskiva
- Normal väggskiva
- Utomhusskiva
- Innertakskiva
- Våtrumsskiva